# Nunumeu
Nunumeu is een bestuurslaag in het regentschap Timor Tengah Selatan van de provincie Oost-Nusa Tenggara, Indonesië. Nunumeu telt 4548 inwoners (volkstelling 2010).